# باستان‌زیست‌شناسی

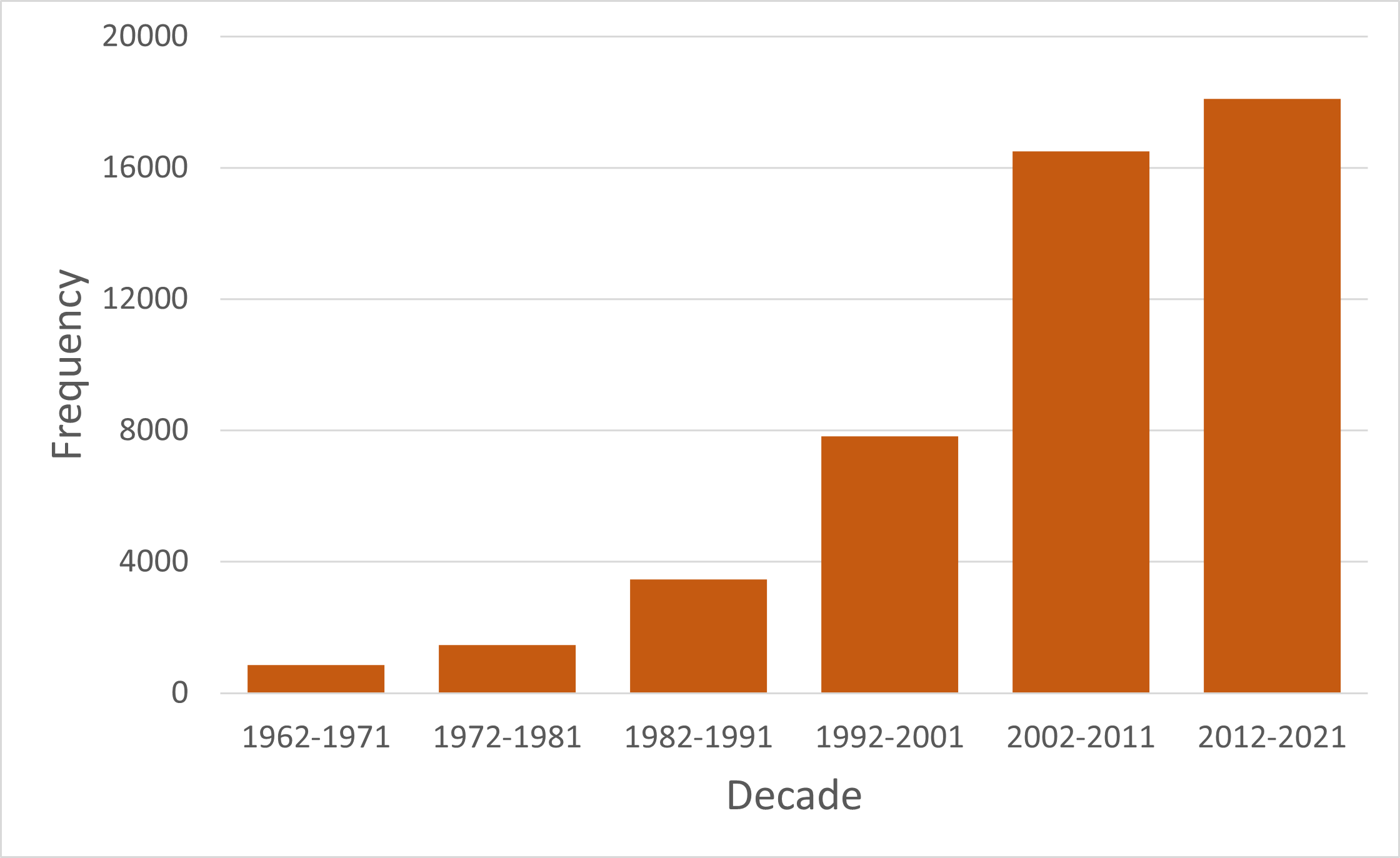
تجزیه و تحلیل ایزوتوپ پایدار

اصطلاح باستان‌زیست‌شناسی یا زیست‌باستان‌شناسی (به انگلیسی: Bioarchaeology) به باستان‌شناس بریتانیایی گراهام کلارک نسبت داده شده‌است که در سال ۱۹۷۲ آن را به عنوان مطالعه استخوان‌های جانوران و انسان از محوطه‌های باستان‌شناسی تعریف کرد. باستان‌زیست‌شناسی در ایالات متحده که در سال ۱۹۷۷ توسط جین بیوکسترا بازتعریف شد، اکنون به مطالعه علمی بقایای انسان از مکان‌های باستان‌شناسی اشاره دارد، رشته‌ای که در کشورهای دیگر به‌عنوان استخوان‌باستان‌شناسی (osteoarchaeology)، استخوان‌شناسی (osteology) یا دیرینه‌استخوان‌شناسی (palaeo-osteology) شناخته می‌شود. در مقایسه با باستان‌زیست‌شناسی، استخوان‌باستان‌شناسی مطالعه علمی است که تنها روی اسکلت انسان تمرکز دارد. از اسکلت انسان برای گفتن سلامتی، سبک زندگی، رژیم غذایی، مرگ و میر و فیزیک گذشته استفاده می‌شود. علاوه بر این، دیرین‌استخوان‌شناسی مطالعه ساده استخوان‌های باستانی است.